# Získávání a výběr zaměstnanců
Získávání a výběr zaměstnanců je součástí oboru personalistika.

## Podoblasti Řízení lidských zdrojů
- Personální plánování - zabývá se plánováním potřebných pracovních sil
- Získávání zaměstnanců
- Výběr zaměstnanců
- Přijímání a orientace zaměstnanců - proces informování zaměstnance o jeho přijetí (končí dnem nástupu tohoto pracovníka)
- Vzdělávání a rozvoj zaměstnanců - přizpůsobování se aktuálním trendům a požadavkům na pracovní místo, zvyšování kvalifikace a použitelnosti
- Řízení kariéry - koordinovaný vztah mezi nadřízeným a jeho „svěřenci“ na základě ústní nebo písemné dohody
- Odměňování a zaměstnanecké výhody - zahrnuje mzdu, plat, ale i jiné peněžní a nepeněžní odměny
- Reporting - podává aktuální informace ze světa financí a následně i zprávy o celkovém vývoji společnosti (z hlediska mezd, zaměstnanců apod.)
- Personální administrativa - celkový systém zajišťování, uchovávání, zpracovávání a poskytování informací z oblasti personalistiky
- Mzdové účetnictví a politika - týká se konkrétního výpočtu mezd, srážek na pojištění a daní

Získávání a výběr zaměstnanců je jednou z nejdůležitějších oblastí v rámci řízení lidských zdrojů. Je nutné tomuto procesu věnovat dostatečnou pozornost, protože špatný či nekvalitní výběr zaměstnanců může ovlivnit či dokonce ohrozit chod podniku. Nejedná se totiž jen o samotnou činnost, ale i o odpovědnost, vztahy se spolupracovníky a o vytrvalost při vykonávání dané práce.

### Získávání
Získávání zaměstnanců se dělí na metody interní a externí, což znamená, kým budou pracovníci vybíráni. Zda samotnou firmou (např. personálním oddělením) či zda tato firma přenechá výběr externí personální agentuře. V praxi je vhodné tyto dvě metody kombinovat. Podobně se rozlišují i zdroje zaměstnanců, tedy jestli se jedná o interní kandidáty (povýšení, doporučení nadřízenými, zájemci z řad stávajících pracovníků apod.), což je finančně velmi výhodné, jelikož jsou náklady na výběrové řízení a popřípadě i na zaučení na novou pozici velmi nízké. Druhým typem jsou externí uchazeči registrovaní na Úřadech práce a u personálních agentur. Může se jednat o kandidáty reagující na inzeráty zveřejněné společností na internetu, v novinách atd. nebo o absolventy vysokých škol. Tito lidé mohou kolektiv obohatit, ale jejich nábor je již finančně náročnější zohledníme-li nutnost zahájit zvláštní výběrové řízení. Je vhodné zohlednit i možnost nabídky práce zaměstnancům na rodičovské (mateřské) dovolené. V praxi tedy získávání zaměstnanců musí odpovídat na otázky Kde?, Jak? a Kým? budou uchazeči vybíráni.
Při formulování požadavků nabídky na pracovní pozici je nutné dodržovat několik pravidel. Jedná se zejména o uvedení názvu firmy, popisu pracovní náplně, stručných informací o společnosti, požadovaných nárocích na obsazovanou pozici, výhod poskytovaných zaměstnancům a doplňkových informací. Je nutné si uvědomit, aby daná nabídka práce neoslovovala jen určitou skupinu obyvatel, tedy aby se nejednalo o diskriminaci.

### Výběr
Vlastní výběr, který následuje po oslovení případných kandidátů, sestává z několika fází:
1. Zjišťování základních informací - provádí se pomocí na míru vytvořených dotazníků, dokladů ověřujících dosažené vzdělání, popř. pomocí strukturovaného životopisu, ve kterém se uchazeč prezentuje z hlediska vzdělání, ale i osobních kvalit a charakteristik. Může být vyžadován i motivační dopis. Velmi často jsou požadovány reference od předchozího zaměstnavatele.
2. Odborné testování - nejvhodnější jsou osobní pohovory[5] doprovázené ukázkou praktických dovedností potřebných pro danou pracovní pozici a znalostní testy, jež by měly obsahovat vysvětlení pojmů z dané oblasti, ve které bude uchazeč působit, a popř. různé praktické úlohy. Při zaměstnání na nadnárodní úrovni se též prokazují jazykové schopnosti.
3. Finální výběr - do tohoto kola postupují nejvhodnější kandidáti, mezi kterými je dále rozhodováno. Výběr často probíhá formou pohovoru, kterého se účastní personalisté dané firmy, budoucí nadřízení, vedení společnosti apod.
4. Adaptace pracovníka - tato etapa je často zanedbávaná a opomíjená. V této fázi se zaměstnanec zapracovává a sžívá s kolektivem. Adaptace bývá vymezena jako zkušební doba trvající 3 měsíce.